# Šime Balen
Šime Balen (ur. 7 lutego 1912 w Jablanacu, zm. 16 marca 2004 w Zagrzebiu) – chorwacki i jugosłowiański polityk, pisarz, tłumacz i publicysta.

## Życiorys
Od 1928 roku podejmował się pracy dziennikarskiej. W latach 1932–1936 był pozbawiany wolności za działalność antyrządową. Był osadzony w Sremskiej Mitrovicy, Lepoglavie i Mariborze. W 1935 roku został członkiem Komunistycznej Partii Jugosławii (KPJ). Po wyjściu na wolność był założycielem pism Seljačka misao (1937) i Politički vjesnik (1940).
W latach 1941–1944 był członkiem antyfaszystowskiego ruchu oporu, pełniąc funkcję komisarza politycznego. Zasiadał w Antyfaszystowskiej Radzie Wyzwolenia Narodowego Jugosławii (AVNOJ). W latach 1945–1947 był rzecznikiem prasowym ambasady Jugosławii w Waszyngtonie. Był też dyrektorem agencji informacyjnej Tanjug. W trakcie kryzysu jugosłowiańskiego sprzeciwiał się represjom politycznym wymierzonym w Andriję Hebranga. W 1948 roku Balen został wydalony z partii i pozbawiony funkcji. Podjął się pracy pisarza, publicysty i tłumacza. Tłumaczył zwłaszcza literaturę amerykańską (Erskine Caldwell, Ernest Hemingway, William Faulkner). Pisał o historii Chorwacji. W latach 1962–1966 był dyrektorem wydawnictwa „Znanje”. Od 1966 roku na emeryturze.
W 1989 roku był współzałożycielem Chorwackiej Wspólnoty Demokratycznej, zostając jej honorowym przewodniczącym.

## Wybrane prace
- Robija (1936)
- Lipovac (1947)
- Pavelić (1952)
- Jablanac (1979)
- Izgubljeni na Velebitu (1980)[1]